# لي ناي
لي ناي (بالإنجليزية: Lee Nye)‏ هو مصور أمريكي، ولد في 1926، وتوفي في 11 نوفمبر 1999.